# Primeira Liga de 2015–16
A Primeira Liga de 2015–16, conhecida também como Liga NOS por razões de patrocínio, foi a 82ª edição da liga de futebol de maior escalão de Portugal.
O Tondela e o União da Madeira, que terminaram a Segunda Liga de 2014–15 em primeiro e segundo respectivamente, também subiram para a liga principal. O Tondela estreia-se na principal liga do futebol português e desde 1988/1989 que uma equipa da Associação de Futebol de Viseu não disputava o primeiro escalão do futebol português. Nesta edição do torneio, o Benfica voltou a sagrar-se tricampeão nacional, algo que já não acontecia desde a temporada 1976-1977. Desta maneira, o Benfica conquistou o seu 35º título de campeão nacional. Num campeonato muito disputado, a grande surpresa do torneio foi o Arouca, que terminou a prova no 5º lugar, classificando-se para as competições europeias pela primeira vez na sua história. Enquanto o Tondela conseguiu o milagre de sobreviver à despromoção, a Académica foi a grande decepção da prova, terminando o campeonato no último lugar e sendo despromovida para a Segunda Liga da temporada seguinte.

## Transmissões televisivas
Em Portugal, todos os jogos são transmitidos pela Sport TV, à excepção dos jogos em casa do SL Benfica, que são transmitidos no canal BTV. A RTP Internacional também passa um jogo por cada jornada.

## Participantes
| Clube                | Cidade             | Estádio                   | Lotação | 2014–15     | Treinador        |
| -------------------- | ------------------ | ------------------------- | ------- | ----------- | ---------------- |
| Académica de Coimbra | Coimbra            | Cidade de Coimbra         | 29,622  | 15º, I Liga | Filipe Gouveia   |
| Arouca               | Arouca             | Municipal de Arouca       | 5,000   | 16º, I Liga | Lito Vidigal     |
| Belenenses           | Lisboa             | Estádio do Restelo        | 25,000  | 6º, I Liga  | Júlio Velázquez  |
| Benfica              | Lisboa             | Estádio da Luz            | 65,647  | 1º, I Liga  | Rui Vitória      |
| Boavista             | Porto              | Estádio do Bessa          | 28,263  | 13º, I Liga | Erwin Sanchéz    |
| Estoril Praia        | Estoril            | António Coim. da Mota     | 5,015   | 12º, I Liga | Fabiano Soares   |
| Porto                | Porto              | Estádio do Dragão         | 50,431  | 2º, I Liga  | José Peseiro     |
| Marítimo             | Funchal            | Estádio dos Barreiros     | 7,400   | 9º, I Liga  | Nelo Vingada     |
| Moreirense           | Moreira de Cónegos | Com. Joa. de Alm. Freitas | 6,100   | 11º, I Liga | Miguel Leal      |
| Nacional da Madeira  | Funchal            | Estádio da Madeira        | 5,452   | 7º, I Liga  | Manuel Machado   |
| Paços de Ferreira    | Paços de Ferreira  | Capital do Móvel          | 5,255   | 8º, I Liga  | Jorge Simão      |
| Rio Ave              | Vila do Conde      | Estádio dos Arcos         | 9,065   | 10º, I Liga | Pedro Martins    |
| Sporting             | Lisboa             | Alvalade XXI              | 52,327  | 3º, I Liga  | Jorge Jesus      |
| Braga                | Braga              | Municipal de Braga        | 30,286  | 4º, I Liga  | Paulo Fonseca    |
| Tondela              | Tondela            | João Cardoso              | 5,000   | 1º, II Liga | Petit            |
| União da Madeira     | Funchal            | Cen. Desp. da Madeira     | 2,325   | 2º, II liga | Norton de Matos  |
| Vitória de Guimarães | Guimarães          | D. Afonso Henriques       | 30,000  | 5º, I Liga  | Sérgio Conceição |
| Vitória de Setúbal   | Setúbal            | Estádio do Bonfim         | 27,180  | 14º, I Liga | Quim Machado     |

## Número de equipas por Associação de Futebol
|   | Associação de Futebol | Número de equipas | Equipas                                         |
| - | --------------------- | ----------------- | ----------------------------------------------- |
| 1 | A. F. Lisboa          | 4                 | Belenenses, Benfica, Estoril Praia, Sporting    |
| 1 | A. F. Porto           | 4                 | Boavista, Paços de Ferreira, Porto, Rio Ave     |
| 3 | A. F. Braga           | 3                 | Moreirense, Braga, Vitória de Guimarães         |
| 3 | A. F. Madeira         | 3                 | Marítimo, Nacional da Madeira, União da Madeira |
| 5 | A. F. Aveiro          | 1                 | Arouca                                          |
| 5 | A. F. Coimbra         | 1                 | Académica de Coimbra                            |
| 5 | A. F. Setúbal         | 1                 | Vitória de Setúbal                              |
| 5 | A. F. Viseu           | 1                 | Tondela                                         |

## Tabela classificativa
Atualizado em 15/05/2016

## Resultados
|                   | BEN | SPO | POR | BRA | ARO | RAV | PFE | EST | BEL | GUI | NAC | MOR | MAR | BOA | SET | TON | UNI | ACA |
| ----------------- | --- | --- | --- | --- | --- | --- | --- | --- | --- | --- | --- | --- | --- | --- | --- | --- | --- | --- |
| Benfica           |     | 0–3 | 1–2 | 5–1 | 3–1 | 3–1 | 3–0 | 4–0 | 6–0 | 1–0 | 4–1 | 3–2 | 6–0 | 2–0 | 2–1 | 4–1 | 2–0 | 3–0 |
| Sporting          | 0–1 |     | 2–0 | 3–2 | 5–1 | 0–0 | 1–1 | 1–0 | 1–0 | 5–1 | 1–0 | 3–1 | 3–1 | 2–0 | 5–0 | 2–2 | 2–0 | 3–2 |
| FC Porto          | 1–0 | 1–3 |     | 0–0 | 1–2 | 1–1 | 2–1 | 2–0 | 4–0 | 3–0 | 4–0 | 3–2 | 1–0 | 4–0 | 2–0 | 0–1 | 3–2 | 3–1 |
| SC Braga          | 0–2 | 0–4 | 3–1 |     | 0–0 | 5–1 | 1–1 | 2–0 | 4–0 | 3–3 | 2–1 | 1–1 | 5–1 | 4–0 | 3–2 | 3–0 | 2–0 | 3–0 |
| Arouca            | 1–0 | 0–1 | 1–3 | 0–0 |     | 0–0 | 2–2 | 1–0 | 2–2 | 2–2 | 3–0 | 1–2 | 4–1 | 3–2 | 1–0 | 1–1 | 3–0 | 3–2 |
| Rio Ave           | 0–1 | 1–2 | 1–3 | 1–0 | 3–1 |     | 1–1 | 1–3 | 1–2 | 2–0 | 1–0 | 0–1 | 1–0 | 1–0 | 2–1 | 2–3 | 1–0 | 1–0 |
| Paços de Ferreira | 1–3 | 1–3 | 1–0 | 1–0 | 1–1 | 0–3 |     | 2–0 | 2–2 | 0–1 | 3–1 | 0–0 | 2–2 | 0–1 | 2–1 | 1–4 | 6–0 | 1–0 |
| Estoril           | 1–2 | 1–2 | 1–3 | 1–0 | 1–1 | 2–2 | 1–0 |     | 2–0 | 0–1 | 1–1 | 2–0 | 2–1 | 1–0 | 3–0 | 2–1 | 2–1 | 1–1 |
| Belenenses        | 0–5 | 2–5 | 1–2 | 3–0 | 0–2 | 3–3 | 0–2 | 2–1 |     | 3–3 | 2–2 | 2–0 | 1–1 | 1–0 | 0–3 | 2–1 | 1–0 | 1–1 |
| V. Guimarães      | 0–1 | 0–0 | 1–0 | 0–1 | 2–2 | 3–1 | 0–1 | 1–1 | 1–1 |     | 0–1 | 4–1 | 3–4 | 1–1 | 2–2 | 1–0 | 3–1 | 1–1 |
| Nacional          | 1–4 | 0–4 | 1–2 | 2–3 | 2–2 | 1–0 | 3–0 | 4–1 | 2–2 | 3–2 |     | 0–1 | 3–1 | 0–0 | 1–1 | 3–1 | 1–0 | 2–0 |
| Moreirense        | 1–4 | 0–1 | 2–2 | 0–0 | 0–2 | 0–1 | 2–0 | 1–3 | 2–3 | 3–4 | 2–0 |     | 2–1 | 1–1 | 0–2 | 1–2 | 0–0 | 2–2 |
| Marítimo          | 0–2 | 0–1 | 1–1 | 1–3 | 1–2 | 3–2 | 0–2 | 1–1 | 1–2 | 3–0 | 2–0 | 5–1 |     | 0–3 | 5–2 | 1–0 | 0–1 | 1–0 |
| Boavista          | 0–1 | 0–0 | 0–5 | 0–0 | 0–0 | 1–2 | 0–1 | 1–1 | 1–0 | 1–2 | 0–1 | 0–3 | 0–1 |     | 4–0 | 1–0 | 1–0 | 0–0 |
| V. Setúbal        | 2–4 | 0–6 | 0–1 | 1–1 | 0–0 | 2–2 | 0–0 | 1–0 | 0–1 | 2–2 | 1–1 | 0–1 | 1–1 | 2–2 |     | 0–1 | 2–2 | 2–1 |
| Tondela           | 0–4 | 1–2 | 0–1 | 0–1 | 0–1 | 1–1 | 0–2 | 0–1 | 2–2 | 1–1 | 1–0 | 1–1 | 3–4 | 1–2 | 1–3 |     | 1–0 | 2–0 |
| União da Madeira  | 0–0 | 1–0 | 0–4 | 0–1 | 0–0 | 1–2 | 3–4 | 1–1 | 0–0 | 0–0 | 3–0 | 0–1 | 2–1 | 1–0 | 2–2 | 2–0 |     | 3–1 |
| Académica         | 1–2 | 1–3 | 1–2 | 0–0 | 1–1 | 0–2 | 1–1 | 0–3 | 4–3 | 2–0 | 2–2 | 1–1 | 1–0 | 0–2 | 0–4 | 2–1 | 3–1 |     |

Última atualização em 3 Agosto 2016.
Fonte: [carece de fontes?]
1O time da casa (mandante) está listado na coluna da esquerda.
Cores:      Azul = time da casa vence;      Amarelo = empate;      Vermelho = time visitante vence.

## Resumo
- O Tondela estreou-se no principal escalão do futebol português.
- Desde 1988-89 que uma equipa da Associação de Futebol de Viseu não disputava o primeiro escalão do futebol português. Na altura o Académico de Viseu terminou em 20º e último lugar, com 19 pontos.
- O União da Madeira regressou à Primeira Liga após 20 épocas de ausência. A última vez que tinha competido neste campeonato fora em 1994-95, terminando em 16º lugar com 24 pontos.
- Foi a terceira vez na história do futebol português em que houve três equipas da Madeira na Primeira Divisão - Marítimo, Nacional da Madeira e União da Madeira. Tal apenas se verificou em duas épocas - 1989-90 e 1990-91 - com as mesmas equipas.
- O Funchal empatou com Lisboa como a cidade com mais equipas na Primeira Liga - três.
- O Benfica conseguiu o tricampeonato 39 anos depois do ultimo. Desde 1976-77 que não o conseguia.
- O Arouca conseguiu a sua melhor classificação de sempre, um quinto lugar que lhe valeu uma inédita qualificação para a Liga Europa da UEFA, tornando-se a 25ª equipa portuguesa a participar em competições europeias.
- O Futebol Clube do Porto cumpria o maior período sem vencer campeonatos em 14 épocas. O ultimo título conseguido foi a Supertaça Cândido de Oliveira, em 2013.
- O Sporting atravessava o segundo maior período sem ser campeão da sua história. Esta foi a 14ª época consecutiva de jejum - o recorde são 18.
- A Académica foi despromovida pela sétima vez na sua história, após 14 épocas consecutivas no escalão máximo.
- O Marítimo terminou o campeonato em 14º lugar, na pior classificação dos últimos 34 anos.
- Arouca, Marítimo, Nacional da Madeira, Paços de Ferreira, Rio Ave e Braga atravessavam os maiores períodos de permanência contínua na Primeira Divisão das respectivas histórias.

## Estatísticas
| Pos. | Jogador                | Equipe               | Golos |
| ---- | ---------------------- | -------------------- | ----- |
| 1    | Jonas                  | Benfica              | 32    |
| 2    | Islam Slimani          | Sporting             | 27    |
| 3    | Konstantinos Mitroglou | Benfica              | 20    |
| 4    | Léo Bonatini           | Estoril Praia        | 17    |
| 5    | Rafael Martins         | Moreirense           | 16    |
| 6    | Bruno Moreira          | Paços de Ferreira    | 14    |
| 7    | Vincent Aboubakar      | Porto                | 13    |
| 7    | Nathan Júnior          | Tondela              | 13    |
| 9    | Dyego Sousa            | Marítimo             | 12    |
| 9    | Henrique Dourado       | Vitória de Guimarães | 12    |
| 9    | Diogo Jota             | Paços de Ferreira    | 12    |
| 9    | André Claro            | Vitória de Setúbal   | 12    |

| Pos. | Jogador        | Equipe               | Assis. |
| ---- | -------------- | -------------------- | ------ |
| 1    | Nicolás Gaitán | Benfica              | 15     |
| 1    | Miguel Layún   | Porto                | 15     |
| 3    | Jonas          | Benfica              | 12     |
| 4    | Bryan Ruiz     | Sporting             | 11     |
| 5    | Iuri Medeiros  | Moreirense           | 10     |
| 5    | João Mário     | Sporting             | 10     |
| 7    | Carlos Martins | Belenenses           | 9      |
| 7    | Salvador Agra  | Nacional da Madeira  | 9      |
| 7    | Maxi Pereira   | Porto                | 9      |
| 10   | Otávio         | Vitória de Guimarães | 8      |

## Campeão
| Campeonato de Portugal de Primeira Divisão 2015/2016 |
| ---------------------------------------------------- |
|                                                      |
| Benfica 35° Título                                   |